# 橋本千紘
橋本 千紘（はしもと ちひろ、1992年7月1日 - ）は、日本の女性プロレスラー。センダイガールズプロレスリング所属。血液型B型。身長157cm、体重88kg。福井県坂井市出身。安部学院高等学校、日本大学法学部政治経済学科卒業。

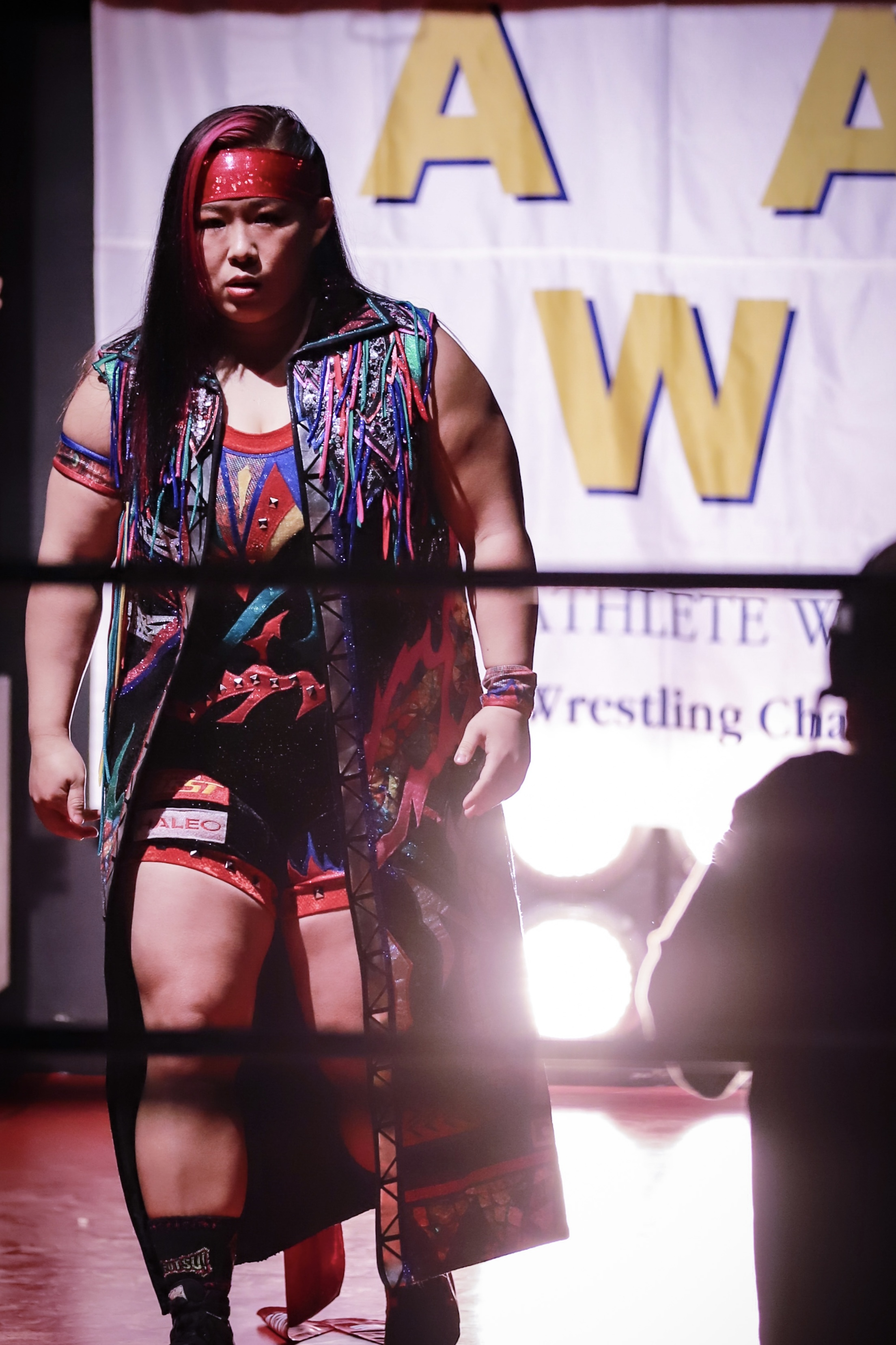
2023.03.15 マーベラス新木場大会 橋本千紘選手

## 所属
- センダイガールズプロレスリング（2015年 - ）

## 経歴・戦歴

### レスリング
中学3年の夏に、センダイガールズの入門テストを受験し内定をもらったが、当時の新崎人生社長からは「中学卒業までの半年間、アマレスか柔道をやりなさい」と言われ福井レスリングクラブでレスリングを始める。同じく入門テストを受けたのは同い年の石野由加莉（後の花月）
中学卒業後、東京の安部学院高校に進学、3年でアジアジュニア選手権67kg級優勝、全日本選手権3位。
「世界で戦いたい」と言う気持ちが沸き上がり、日本大学に進学し、2年の時に世界学生選手権3位など実績を残したが、同じ階級にリオ五輪にて金メダリストとなった土性沙羅（至学館大学）がいたためオリンピックや世界選手権出場は果たせなかった。
大学卒業後、里村明衣子代表の試合を観戦した後、プロレス入りの夢が再燃。元世界チャンピオンで日本レスリング協会強化委員も務める吉村祥子の紹介で里村と会い、6月11日付でセンダイガールズに入門。

### プロレス
2015年
- 10月11日、仙台サンプラザホール大会にて対豊田真奈美&岩田美香戦でデビュー（パートナーは神取忍）。変形水車落としで岩田からフォールを奪い自力勝利でデビューを飾った[5]。同期には朱崇花がいる[6]。

2016年
- 1月9日、新宿FACE大会で里村の持つセンダイガールズワールドシングルチャンピオンシップ挑戦権をかけてアジャ・コングと対戦しアジャの垂直落下式ブレーンバスターで敗れる。試合後はバックステージでアジャから「もう一回勝負だ」アピールをされる。
- 1月17日、宮城野区文化センター大会で十文字姉妹（DASH・チサコ&仙台幸子）の持つセンダイガールズワールドタッグチームチャンピオンシップに岩田とのタッグで挑戦するもパートナーの岩田が幸子のムーンサルトプレスに敗れる。
- 2月28日、宮城野区文化センター大会で安部学院高校レスリング部の先輩・永島千佳世と初シングル、時間切れ引き分け[7]。
- 10月16日、仙台サンプラザホール大会にて里村明衣子の持つセンダイガールズワールドシングルチャンピオンシップに挑戦しジャーマンスープレックスホールドで里村から大金星を奪いデビュー一年でタイトル初戴冠となった。

2019年
- 3月21日、DDTプロレスリング後楽園ホール大会において、竹下幸之介&彰人&飯野雄貴組が保持するKO-D6人タッグ王座に挑戦し勝利。（パートナーは里村明衣子&DASH・チサコ）。女性初のKO-D6人タッグ王者となる。
- 6月8日、新潟市体育館大会においてSareeeとのセンダイガールズワールドシングルチャンピオンシップ6度目の防衛戦に敗戦し王座を奪われるが、10月13日仙台サンプラザホール大会にてSareeeと再戦し勝利を収めて同王座奪取、通算5度目の獲得となった。

2020年
- 10月4日 - センダイガールズプロレスリング新宿FACE大会において、松本浩代&DASH・チサコのタッグチーム「令和アルテマパワーズ」が保持するセンダイガールズワールドタッグチームチャンピオンシップに優宇とのタッグ「チーム200kg」で挑戦し勝利。第10代王者となった[8]。

2021年
- 6月13日、大田区総合体育館にて行なわれたGAEA JAPAN旗揚げ25周年記念興行『GAEAISM』においてDASH・チサコ、岩田美香と組み、GAEA JAPANの至宝であるAAAWシングル王座とAAAWタッグ王座のAAAW王座と、仙女の至宝であるセンダイガールズワールドチャンピオンシップのシングル・タッグの王座を懸けてMarvelousの桃野美桜、門倉凛、星月芽依と対戦。最後は橋本と桃野の一騎打ちとなり、オブライトで桃野を下し、センダイガールズワールド王座を死守するとともにAAAW王座の権利を獲得した。
- 7月1日、GLEAT旗揚げ戦「GLEAT Ver.1」TDCホール大会に参戦し、LIDET UWFルールで福田茉耶と対戦。初のUWFルールとなったが、持ち前のレスリングテクニックで福田から順調にロストポイントを稼ぎ、最後はアンクルホールドでギブアップ勝ちを収める。
- 8月20日、Marvelous後楽園ホール大会のメインイベント終了後、彩羽匠からセンダイガールズが保持するAAAWシングル王座とAAAWタッグ王座のAAAW王座の全権を懸けたシングルマッチを要求される。これに橋本が応じたことで10月１日の後楽園でのシングル決戦が決定となっていたが、Marvelousとセンダイガールズの話し合いによりこの試合は延期となった。その後11月28日に開催されるセンダイガールズ15周年記念大会『BIG SHOW in 仙台』にて、彩羽とのセンダイガールズワールドシングルチャンピオンシップ王座戦を行うことが発表された。
- 11月28日、センダイガールズ15周年記念大会にて彩羽とのセンダイガールズワールドシングルチャンピオンシップの防衛戦を行う。試合結果は時間切れによる引き分けとなる。

2022年
- 1月11日、Marvelous後楽園ホール大会において、彩羽とAAAWシングル王座とAAAWタッグ王座のAAAW王座全権を懸けたシングルマッチが行われる。25分10秒の激闘の末、彩羽に敗れる。試合後、橋本が第14代目、彩羽が第15代目のAAAWシングル王者として認定された[9]。
- 2022年4月15日『後楽園ホール60周年還暦祭』に優宇と組み、タッグマッチで出場[10]。

## 人物

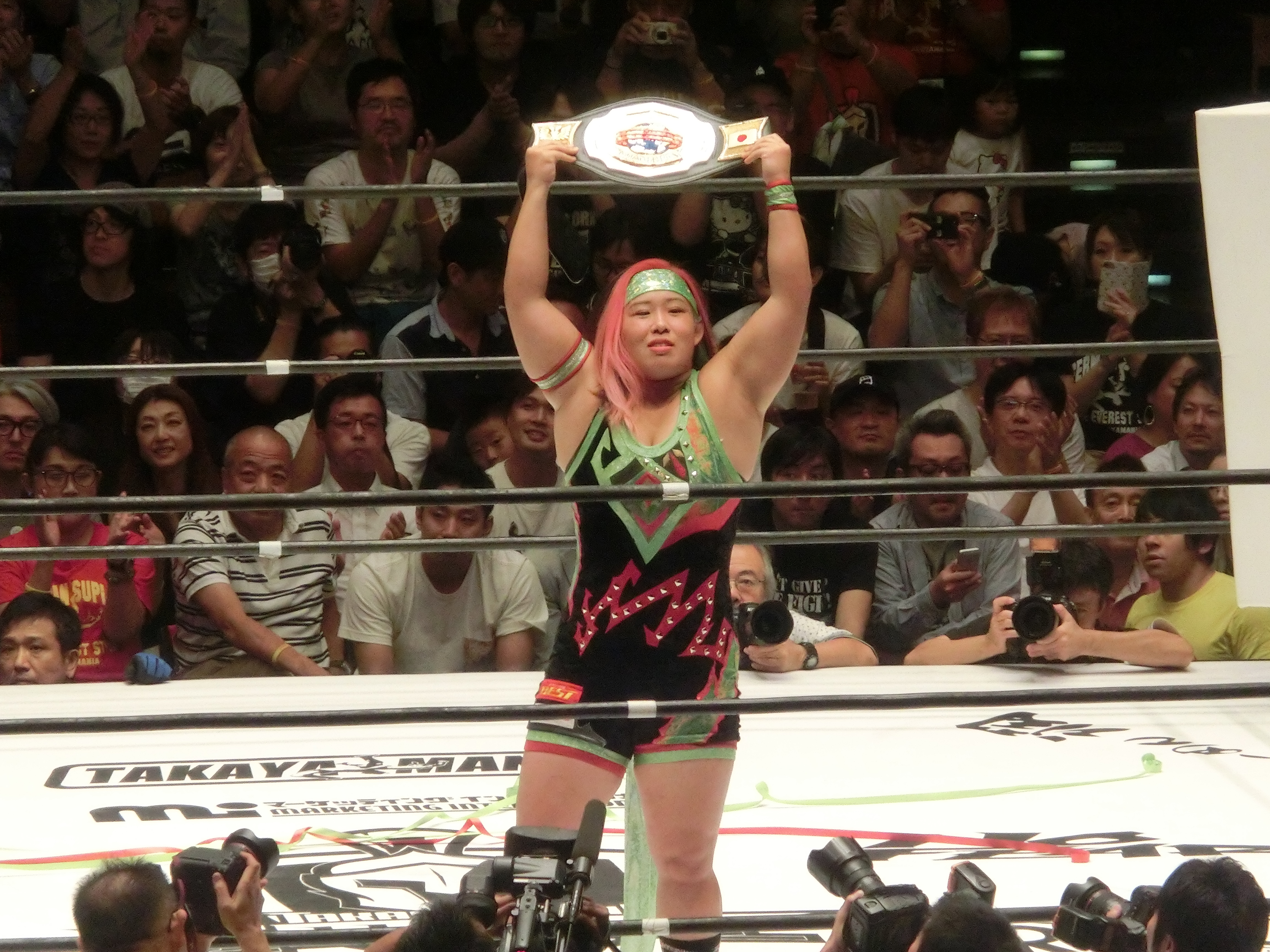
TAKAYAMANIA（2018年）での橋本

- 日大レスリング部出身として初の女子プロレスラーである[4]。安部学院高校の先輩レスラーには永島千佳世がいる。総合格闘家の村田夏南子は高校・大学の1年後輩に当たる。
- 太もも回りは65cmという数値を持つ[3]。
- 特技は書道（4段）[2]。
- 2016年よりどんな感情の時も喜怒哀楽すべてに使えるものとして「ぎゅん」というフレーズを多用している[11]。
- 女子アマチュアレスラーの登坂絵莉（富山県出身）と川井梨紗子（石川県出身）のふたり（いずれもリオデジャネイロオリンピック金メダリスト）は、橋本とは中学校時代からの知己であり[1]、福井県出身の橋本と登坂、川井は北陸地区のレスリングの合宿などで顔を合わせる間柄であった[1]。
- アマチュア時代、橋本と同階級のライバルだった土性沙羅とは中学校、高校、大学と鎬を削った。橋本自身は「岩を相手に戦っているみたいだった」と土性との対戦について述べている[1]。
- 大相撲力士・翔猿は日大の同級生。学部は違うがキャンパスが同じ水道橋だったため2年生で知り合って以来の友人[12]。なお、余談だが橋本本人の推し力士は翠富士である。

## 得意技
オブライト
ジャーマン・スープレックス。男子レスラーに引けを取らない強靭な筋力から放たれる現在のフィニッシュホールド。相手を高く持ち上げて角度をつけながら放ち、ブリッジも安定していて美しい。技名の由来はゲーリー・オブライトから来ている。
変形水車落とし
変形水車落とし固め
ラストライド
パワーボムの派生技。
ケツ正宗
四つんばいの状態の相手の顔面に決めるヒップアタック。仙台放送で放送していた「ノブコブのスマイルお届け隊」で必殺技の命名をしてほしいという旨で平成ノブシコブシ吉村崇によって命名された。

## タイトル歴
センダイガールズプロレスリング
- 第2代、第4代、第6代、第8代、第10代、第18代センダイガールズワールドシングルチャンピオンシップ
- 第7代、第10代、第14代、第16代、第20代、第24代センダイガールズワールドタッグチームチャンピオンシップ

パートナーは岩田美香（第7代）→優宇（第10代、第14代、第16代、第20代、第24代）
DDTプロレスリング
- 第38代KO-D6人タッグ王座

パートナーは里村明衣子&DASH・チサコ
Marvelous
- 第14代AAAWシングル王座

OZアカデミー
- 第36代OZアカデミー認定タッグ王座

パートナーは優宇
全日本プロレス
- 第8代全日本プロレスTV認定6人タッグ王座（パートナーは石川修司、優宇）

プロレス大賞
- 新人賞（2016年）